# Bestla (maan)
Bestla, of Saturnus XXXIX (tijdelijke aanduiding S/2004 S 18) is een maan van Saturnus. De maan werd ontdekt door Scott S. Sheppard, David C. Jewitt, Jan Kleyna en Brian G. Marsden op 4 mei 2005 gebaseerd op observaties in de periode van 13 december 2004 en 5 maart 2005.
De maan is ongeveer 7 kilometer in doorsnee en draait om Saturnus met een gemiddelde afstand van 20.209.000 km in 1088,07 dagen. De maan heeft een inclinatie van 145° en een excentriciteit van 0,5145. In 2005 deden eerdere observaties vermoeden dat Bestla een grotere excentriciteit had namelijk 0,77. Waarschijnlijk varieert deze door het Kozai-effect zoals wel vaker wordt waargenomen bij onregelmatige manen in de nabijheid van grote gasplaneten.
De naam komt van de godin Bestla, een oerreus in de Noorse mythologie.